# 乌苗特 (莫尔多瓦共和国)
乌苗特（羅馬化：Umyot）是俄罗斯莫尔多瓦共和国的市级镇，属祖博瓦波利亚纳区，地处莫尔多瓦共和国西南部，在区行政中心祖博瓦波利亚纳西北、共和国首府萨兰斯克西方，紧靠莫尔多瓦共和国与梁赞州的边界。M5公路（乌拉尔公路）经过该地。
该地2021年人口有2,496人；2010年人口2,822；2002年人口3,005；1989年人口3,383。